# Grup escolar Ventós Mir
El grup escolar Ventós Mir és un edifici protegit com a bé cultural d'interès local del municipi de Badalona (Barcelonès).
És una escola de vuit unitats, amb semisoterrani, planta baixa i pis. Dins, les aules són amplies, ben distribuïdes i il·luminades amb estructura simètrica -tenia aules per a nens i per a nenes-. També està dotat de pavelló independent per al conserge i dos patis, excessivament petits.
Va ser construïda en temps de l'alcalde Pere Sabaté i Curto, en plena dictadura de Primo de Rivera, que es caracteritzà per la profusió de les obres públiques. Ignasi de Ventós i Mir cedí una parcel·la de 1202 m² a la plana d'en Tàpies a l'Ajuntament el 1924. La primera pedra fou col·locada el 15 d'agost de 1924; l'edifici s'acabà el 5 de desembre de 1926.